# Amara Sy
Amara Sy (* 28. August 1981 in Paris) ist ein ehemaliger malisch-französischer Basketballspieler.

## Werdegang
Sy wuchs zunächst im Pariser Stadtteil Pigalle auf, eigener Angabe nach in ärmlichen Verhältnissen. Er spielte Fußball, nach dem Umzug nach Cergy lernte er das Basketballspiel kennen. Ab dem Alter von 14 Jahren spielte Sy in Cergy Basketball im Verein, danach in Rueil-Malmaison. Über eine Talentsichtung kam er in den Nachwuchsbereich von ASVEL Lyon-Villeurbanne. Mit 19 Jahren erhielt er seinen ersten Vertrag als Berufsbasketballspieler. Sy wurde mit ASVELs Jugendmannschaft im Jahr 2000 französischer U20-Meister. In der Profimannschaft kam er zunächst kaum zum Zuge und wollte einen Wechsel in die US-amerikanische Hochschulliga NCAA vornehmen, erhielt von ASVEL aber nicht die Freigabe. Unter Trainer Bogdan Tanjević wurde Sy häufiger eingesetzt und gewann 2002 mit ASVEL die französische Meisterschaft. Er trug zu dem Erfolg in 25 Saisoneinsätzen im Durchschnitt 4,5 Punkte bei.
Nach seinem Weggang von ASVEL erhielt Sy beim Ligakonkurrenten Le Mans Sarthe Basket deutlich mehr Einsatzzeit. 2004 wurde Sy Weltmeister im „1-gegen-1“. Er war in Folge seiner Rückkehr zu ASVEL 2005 auch dort Leistungsträger. In der Saison 2007/08 spielte Sy erstmals im Ausland, stand bei AEK Athen in Griechenland unter Vertrag und kam für die Mannschaft in 25 Ligaeinsätzen auf einen Mittelwert von 9,6 Punkten je Begegnung. Obwohl es Sy bei AEK gefiel und er eine gute Saison für die Mannschaft bestritten hatte, kam es zur Trennung. Sy erhielt eigener Aussage nach Angebote aus mehreren europäischen Ländern, entschied sich aber zur Rückkehr nach Frankreich und zu ASVEL, da er in der Nähe seines erkrankten Vaters sein wollte. 2009 wurde Sy mit der Mannschaft zum zweiten Mal französischer Meister, er trug zu dem Erfolg einen Mittelwert von 13,2 Punkten je Begegnung bei und wurde als bester Spieler der Finalserie ausgezeichnet.
In der Sommerpause 2009 versuchte Sy, sich für einen Wechsel zu einer Mannschaft der US-Liga NBA zu empfehlen. Er nahm bei den Dallas Mavericks zeitweilig an der Saisonvorbereitung teil und war auch bei den Charlotte Bobcats im Gespräch, erhielt aber keinen Platz im Aufgebot. Im November 2009 wurde er von der Mannschaft Bakersfield Jam aus der NBA D-League verpflichtet. Sy wirkte in 16 Spielen mit und erzielte für Bakersfield im Schnitt 15 Punkte sowie 7,3 Rebounds je Begegnung.
Im Januar 2010 wurde Sy vom spanischen Erstligisten CB Murcia unter Vertrag genommen, bis zum Ende der Saison 2009/10 kam er für die Mannschaft in 16 Einsätzen auf einen Mittelwert von 5,8 Punkten. Sy setzte seine Laufbahn in Frankreich fort. Zwei Jahren in Orléans folgte die erneute Rückkehr zu ASVEL Lyon-Villeurbanne. Von 2016 bis 2019 spielte Sy für AS Monaco, ging dann seine Geburtsstadt zurück und schloss sich dem Zweitligisten Paris Basketball an, mit dem er 2021 in die höchste Liga Frankreichs aufstieg. Im Januar 2022 kündigte der in Basketballkreisen den Spitznamen „L’Amiral“ (deutsch: Der Admiral) tragende Sy an, seine Profilaufbahn nach dem Abschluss der Saison 2021/22 zu beenden. Im Mai 2022 bestritt er sein letztes Spiel als Berufsbasketballspieler. Sy trat bei Paris Basketball im Sommer 2022 das Amt des Sportlichen Leiters an. Im März 2023 kehrte er vorübergehend in den Leistungssport zurück, um dem Verein Cergy-Pontoise Basket Ball zu helfen, den Abstieg aus der dritten Liga zu verhindern.

### Nationalmannschaft
Sy bestritt Länderspiele für die französische U20-Nationalmannschaft, entschied sich dann aber für die Auswahl Malis. Später versuchte der französische Verband vergeblich, Sy für seine A-Nationalmannschaft zu gewinnen. Er nahm mit Mali an den Afrikameisterschaften 2005 und 2009 teil. Bei beiden Turnieren war der Flügelspieler bester Korbschütze der malischen Mannschaft: 2005 mit 13,6 und im Jahr 2009 mit 15,6 Punkten je Begegnung.